# Karl August Koberstein

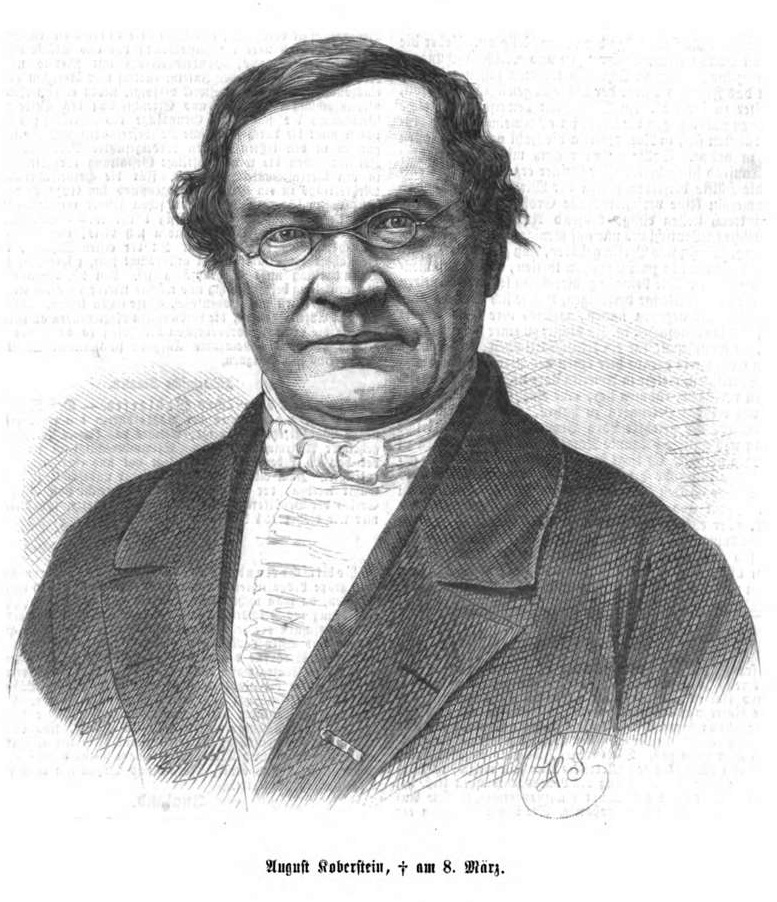
Karl August Koberstein. Grafik von Hermann Scherenberg.

Karl August Koberstein (* 10. Januar 1797 in Rügenwalde in Hinterpommern; † 8. März 1870 in Kösen) war ein deutscher Literaturhistoriker.

## Leben
Karl August Koberstein wurde im Haus Markt 56 in Rügenwalde geboren. Er besuchte die Kadettenanstalten zu Stolp und Potsdam, seit 1812 das Friedrich Wilhelm-Gymnasium in Berlin, studierte seit 1816 an der dortigen Universität Philologie, erhielt 1820 eine Adjunktenstelle in der Landesschule Pforta, wo er – seit 1824 als Professor – bis zu seinem Tod wirkte. Dort war unter anderem Friedrich Nietzsche sein Schüler.
Er begann seine literarische Laufbahn mit der Abhandlung Über das wahrscheinliche Alter und die Bedeutung des Gedichts vom Wartburgkrieg (Naumburg 1823), woran sich mehrere Programme über den österreichischen Dichter Peter Suchenwirt (1828–52, drei Teile) reihten.
Aus seiner Lehrtätigkeit ging seine Laut- und Flexionslehre der mittelhochdeutschen und neuhochdeutschen Sprache (Halle 1862) hervor.
Sein Hauptwerk, der Grundriß der Geschichte der deutschen Nationalliteratur, in der ersten Auflage (Leipzig 1827) nur als Leitfaden für den Gymnasialunterricht entworfen, wurde in der vierten Bearbeitung (daselbst 1847–1866) zu einem umfassenden Handbuch der Geschichte der deutschen Nationalliteratur, das die literarische Entwicklung der deutschen Nation nach allen Richtungen hin darlegt und sowohl von einer außerordentlichen Belesenheit als auch von besonderer Gewissenhaftigkeit und Gründlichkeit der Forschung Zeugnis ablegt.
Die 5. Auflage wurde nach Kobersteins Tod von Karl Bartsch (Leipzig 1872–75, fünf Bände) herausgegeben, der auch die Herausgabe der 6. Auflage (1884 ff.) besorgte.
Koberstein war Herausgeber des Sammelbands Heinrich von Kleist. Briefe an seine Schwester (Berlin 1860).
Auch fungierte er als Herausgeber des dritten Bandes von Johann Wilhelm Löbells Werk Entwickelung der deutschen Poesie (Braunschweig 1865).
Als einem der bedeutendsten Germanisten seiner Zeit wurde August Koberstein 1857 die Ehrendoktorwürde der Philosophischen Fakultät der Universität Breslau verliehen. 1870 wurde er als Ehrenmitglied in die Göttinger Gesellschaft der Wissenschaften aufgenommen.
Koberstein engagierte sich 1848 für das konservative Lager und war Vorsitzender des Konstitutionellen Vereins in Naumburg. Er leitete als Tagungspräsident die Volksversammlung in Kösen im Juli 1848 und war Mittelpunkt der Kösener Vogelweiden.

## Nachkommen
Kobersteins Sohn Karl Ferdinand Koberstein (* 15. Februar 1836 in Schulpforta; † 1899) war von 1862 bis 1883 Mitglied des Hoftheaters in Dresden. Er ist der Autor der Trauerspiele  Florian Geyer (Dresden 1863) und  König Erich XIV (1869) sowie des Lustspiels  Was Gott zusammenfügt, das soll der Mensch nicht scheiden (1872). Karl Koberstein war mit Bertha Lessing (1844–1914), der Tochter des Historienmalers Karl Friedrich Lessing (1808–1880) verheiratet. Einer der Söhne, Hans Koberstein (1864–1945), ausgebildet bei seinem Onkel, dem Bildhauer, Kunstgewerbler und Maler Otto Lessing (1846–1912) in Berlin, wurde Maler und Graphiker.
Kobersteins Tochter Caroline Koberstein war die Mutter des Kurarztes Georg Groddeck.

## Werke (Auswahl)
- Ueber das wahrscheinliche Alter und die Bedeutung des Gedichtes vom Wartburger Kriege, Naumburg 1823 (online).
- Grundriß der Geschichte der deutschen National-Litteratur, 1. Auflage: Leipzig 1827, 6. Auflage: 1884, PDF (4. Auflage 1847).
- Vermischte Aufsätze zur Litteraturgeschichte und Aesthetik, Leipzig 1858 (online).
- Laut- und Flexionslehre der mittelhochdeutschen und der  neuhochdeutschen Sprache in ihren Grundzügen. Zum Gebrauch auf Gymnasien. 1. Auflage: Pforte 1862, 2. Auflage: Halle 1867 (online).
- Als Herausgeber: Heinrich von Kleist – Briefe an seine Schwester Ulrike, Berlin 1860 (online).